# Raketová fotografie

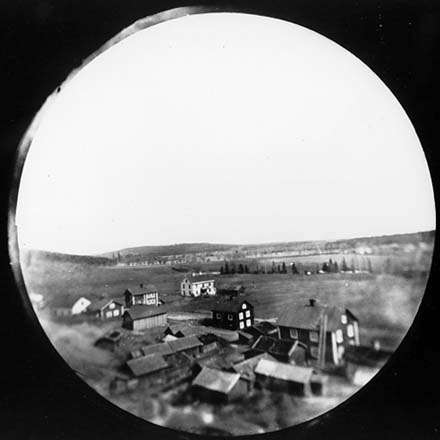
Alfred Nobel: fotografie švédské krajiny pořízená z rakety, 1897

Raketová fotografie nebo fotografie z raket je metoda pořizování fotografických snímků z ptačí perspektivy pomocí raket a je součástí fotografie ze vzduchu. Využívá se při ní specializované zařízení zvané fotografická raketa (fotoraketa). Podobně jako jiné specializace, vyžaduje raketová fotografie znalosti zvláštních fotografických technik. Raketa je vybavena speciálním fotoaparátem, často s různými objektivy a filmovými zásobníky.

## Historie
Amedee Denisse byl francouzský fotograf, pyrotechnik a vynálezce, který zkoumal možnosti fotografovat aparátem připevněným k raketě, aby mohl získat fotografické snímky i na velké vzdálenosti. V roce 1888 vyvinul raketu s fotoaparátem a padákem. Začala se psát historie žánru pojmenovaného „raketová fotografie“. Jednalo se o návrh fotoaparátu s dvanácti objektivy, který se připevňoval na špičku rakety. Poté, co byl film naexponován, měl být fotoaparát spuštěn na padáku na zem. Není však známo, zda byla tato raketa skutečně postavena.
Raketovou fotografii později používal také fyzik Alfred Nobel v roce 1897. Uplatnit raketovou fotografii v praxi podle svých představ se mu však nikdy nepodařilo.
V roce 1904 zkonstruoval raketu sloužící k fotografování ze vzduchu Němec Alfred Mann.
Podle popisu z roku 1912 byl zespodu rakety - mající tvar "dlouhé šipky opatřené na konci lopatkami" - připevněn fotoaparát spolu s padákem. Raketa vystřelená do vzduchu vylétla do velké výšky, po dosažení určité hranice došlo k explozi, která způsobit spuštění závěrky fotoaparátu, který pořídil fotografii pozorované oblasti. Fotoaparát se snesl na padáku na zem, kde byl nepoškozený sebrán. Rakety mohly být využívány i v noci díky bleskovému prášku.

## Využití
Raketová fotografie byla použita v armádě Německého císařství k průzkumným účelům, a také během první balkánské války..

## Galerie

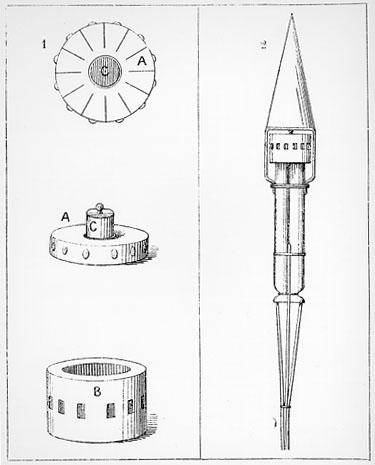
Denissova raketová kamera s dvanácti objektivy, 1888
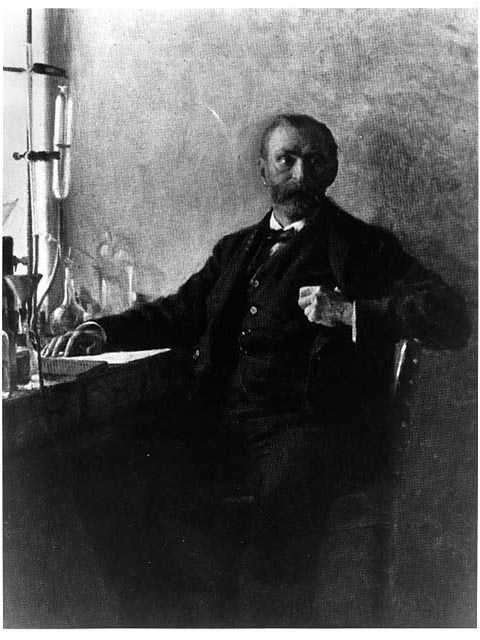
Francouzský fotograf Amedee Denisse ve své laboratoři, 1888
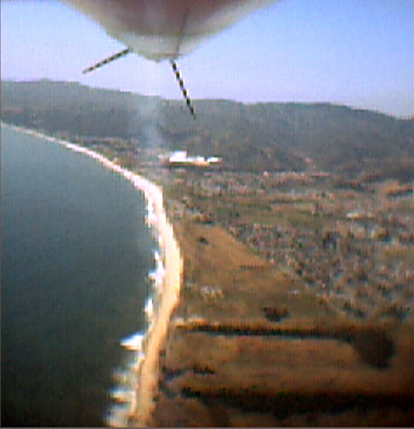
Snímek pořízený modelovou raketou Oracle, 2007 (článek na en wiki)